# جونگسان-دونگ
جونگسان-دونگ (به لاتین: Jeungsan-dong) یک منطقهٔ مسکونی در کره جنوبی است که در ناحیه یونپیونگ واقع شده‌است.